# Johan Holmberg (byggmästare)
Johan Holmberg, född 24 oktober 1774 i Hölö församling, Södermanlands län, död 3 november 1837 i Linköpings församling, Östergötlands län, var en svensk länsbyggmästare och ekonomidirektör.

## Utförda arbeten (urval)
- Västra Hargs kyrka (1811–1815).
- Västra Husby kyrka (1816–1817).[3]
- Linköping aposteln 3 (1820–1829).
- Väderstads kyrka (1828–1837).[4]
- Ålems kyrka (1829–1830).[5]

### Bilder arbeten (urval)

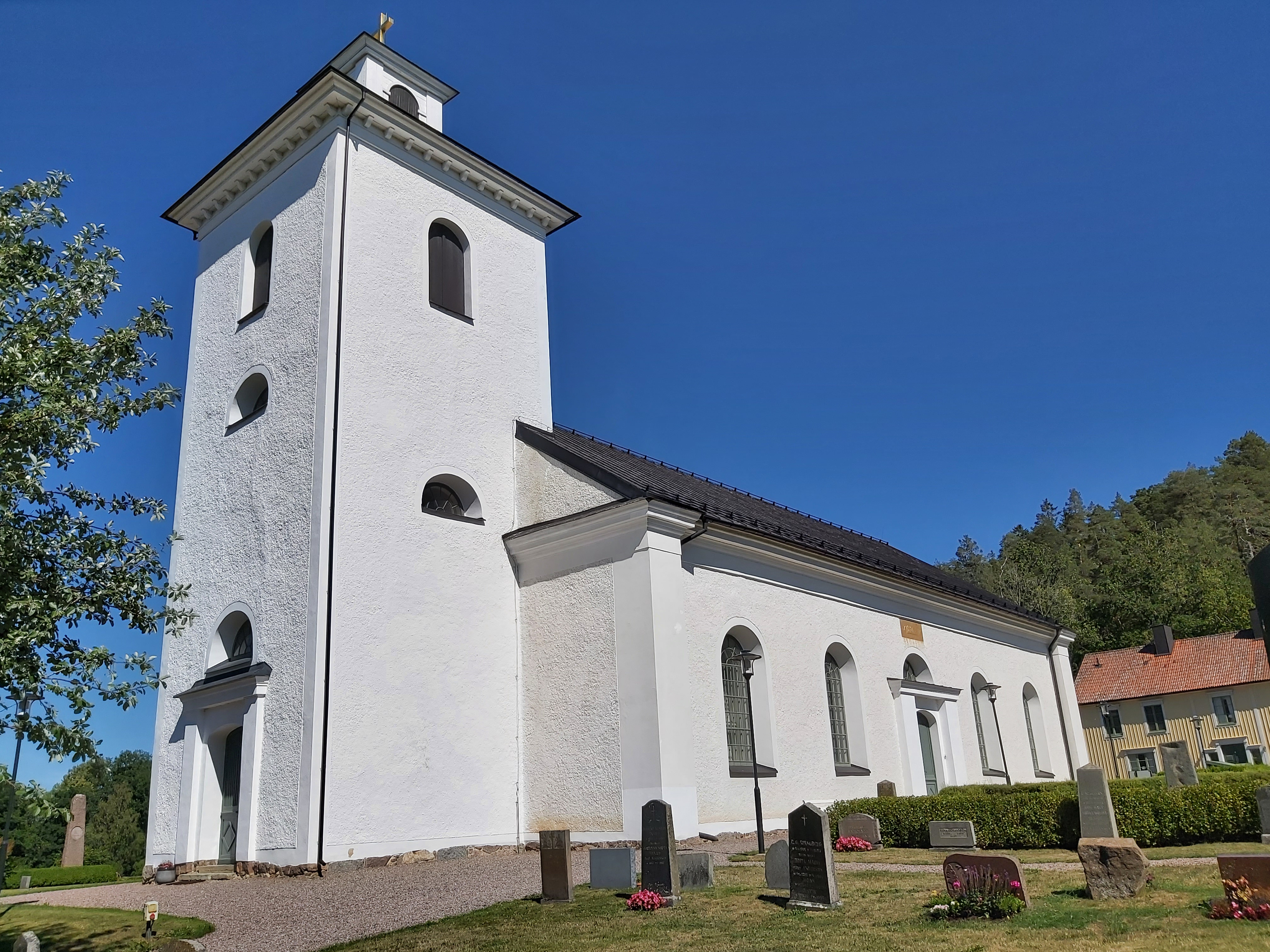
Västra Hargs kyrka.
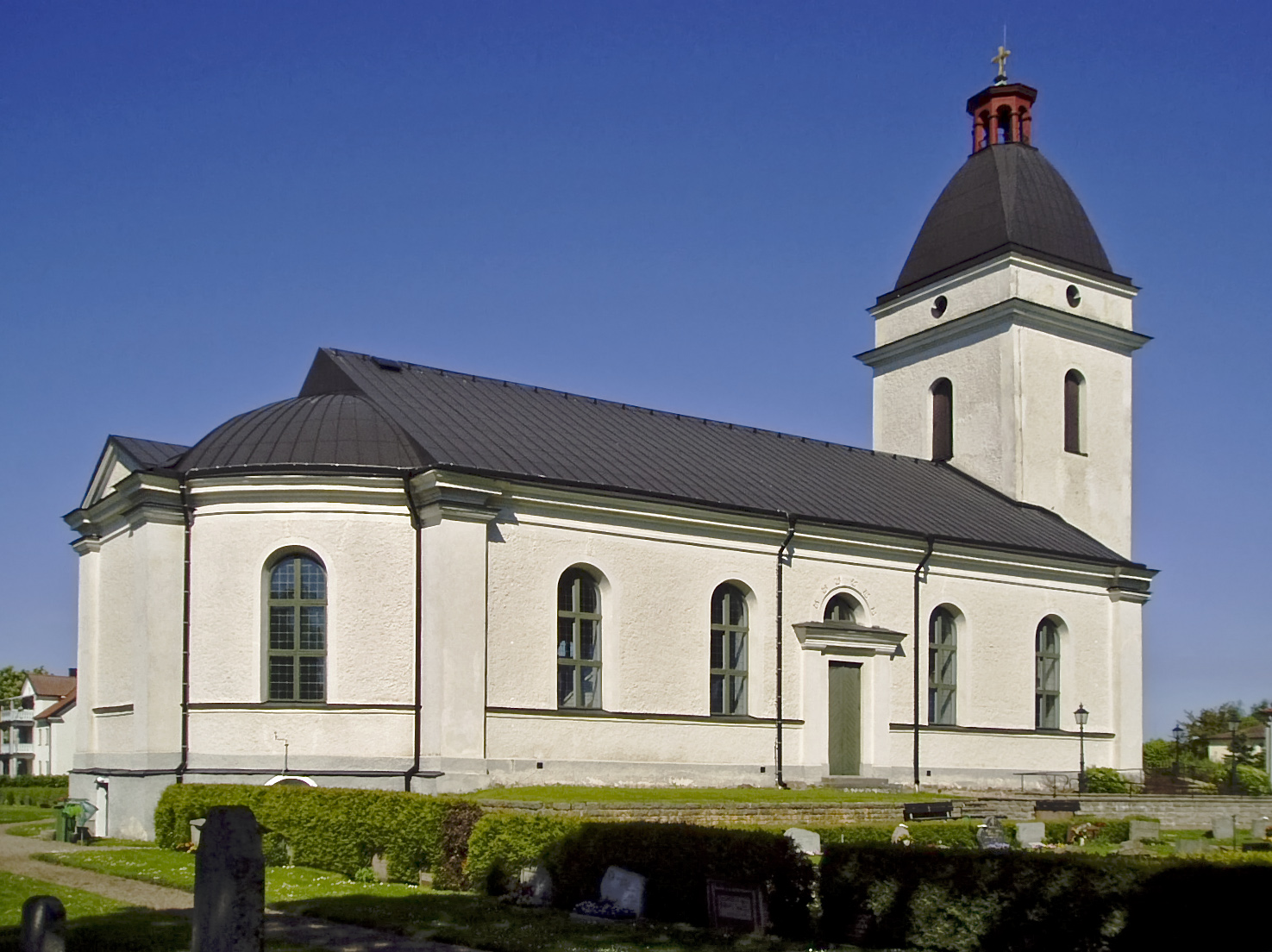
Väderstads kyrka.
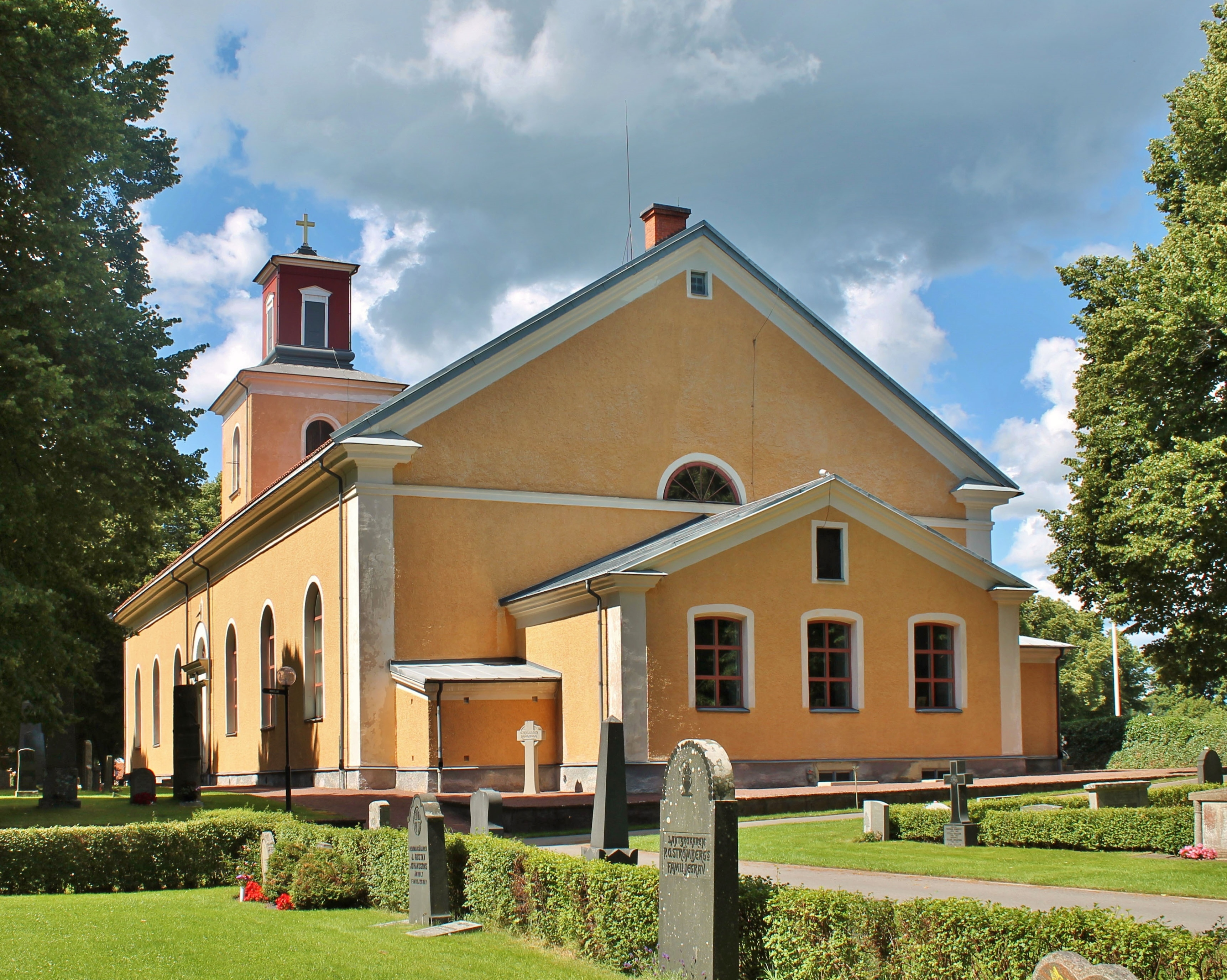
Ålems kyrka.